# 斯武普斯克
斯武普斯克（波蘭語： 波蘭語：[swupsk] ⓘ；卡舒比語： [stɞwpsk]；德語： [ʃtɔlp]）是波兰西北部的一座城市，位于斯武皮亚河（Słupia）两岸，离波罗的海约18公里，人口約8.5萬。斯武普斯克1999年起成为滨海省的县级市以及斯武普斯克县的县治（但不隸屬於該縣），1975年至1998年间则是斯武普斯克省的首府。附近的大都市有格但斯克。舊稱施托尔普。
斯武普斯克是波蘭重要的工業都市，货车和公共汽车制造商斯堪尼亚汽车有在斯武普斯克设厂，造鞋业和家具制造业等工业也是当地的主要经济支柱。

## 友好城市
- 義大利 巴里
- 布哈拉
- 英国 卡莱尔
- 德国 弗伦斯堡
- 波蘭 乌斯特卡
- 芬兰 万塔
- 丹麦 沃尔丁堡
- 挪威 腓特烈斯塔